# Allium tribracteatum
Allium tribracteatum — вид трав'янистих рослин родини амарилісові (Amaryllidaceae), ендемік Каліфорнії, США.

## Опис
Цибулин, як правило, 2–5 +, яйцюваті, 1–2 × 0.8–1.8 см; зовнішні оболонки містять 1 або більше цибулин, буруваті, перетинчасті; внутрішні оболонки білі. Листки, як правило, опадають зі стеблиною, в'януть від кінчика в період цвітіння, 2; листові пластини плоскі або широко жолобчасті, 12–20 см × 1–3.5 мм, краї цілі. Стеблина зазвичай утворює розламний шар і опадає з листям після дозрівання насіння, одиночна, прямостійна, циліндрична, 2–7 см × 0.5–1.5 мм. Зонтик стійкий, прямостійний, компактний, 10–30-квітковий, півсферичний, цибулинки невідомі. Квіти дзвінчасті, 6.5–8 мм; листочки оцвітини прямостійні, від білих до рожевих з темно-рожевими або пурпуровими серединними жилками, від ланцетних до ± еліптичних, ± рівні, краї цілі, верхівка гостра. Пиляки пурпурові; пилок сірий. Насіннєвий покрив тьмяний. 2n = 14.
Період цвітіння: березень — травень.

## Поширення
Ендемік Каліфорнії, США.
Населяє кам’янисті, вулканічні ґрунти, під охороною; 1300–3000 м.